# Ҧ
П com gancho do meio é uma letra da escrita cirílica. Sua forma é derivada da letra cirílica п pela adição de um gancho no meio da perna direita. Pe com gancho médio era usado anteriormente na língua Abkhaz, onde representava a plosiva bilabial surda aspirada, como a pronúncia de ⟨p⟩ em Pack [p'Æk].